# Saint-Clément (Allier)
Saint-Clément – miejscowość i gmina we Francji, w regionie Owernia-Rodan-Alpy, w departamencie Allier.

## Demografia
Według danych na rok 1990 gminę zamieszkiwało 328 osób, a gęstość zaludnienia wynosiła 13 osób/km². W styczniu 2015 r. Saint-Clément zamieszkiwało 351 osób, przy gęstości zaludnienia wynoszącej 13,5 osób/km².